# Speak My Mind
Speak My Mind – mixtape amerykańskiej piosenkarki rhythm and bluesowej Beyoncé Knowles. Składa się z wcześniej niepublikowanych piosenek, bonusowych utworów z pierwszej płyty studyjnej wokalistki oraz ścieżek dźwiękowych.

## Lista utworów
Istnieją dwie wersje list utworów: jedna złożona jest z 15 utworów, a druga zawiera standardową wersję „Wishing on a Star” oraz outro. Poza tym wydania różnią się także kolejnością piosenek.

### Edycja standardowa
1. „Intro” – 0:12
2. „My First Time” (B. Knowles, Pharrell Williams, Chad Hugo) – 4:25
3. „Fever” (Eddie Cooley, John Davenport, Peggy Lee) – 4:34
4. „What's It Gonna Be” (Knowles, LaShaun Owens, Karrim Mack, Corte Ellis, Larry Troutman, Roger Troutman, Kandice Love) – 3:38
5. „I Can't Take No More” – 4:46
6. „Crazy Feelings” (feat. Missy Elliott) – 4:32
7. „Me, Myself and I” (remiks feat. Ghostface Killah) (Knowles, Storch, Waller) – 4:37
8. "Summertime" (feat. P. Diddy) –  3:52
9. „Sexy Lil Thug” (remiks feat. 50 Cent, Lil Boosie & Max Manelli) (Curtis James Jackson III, Andre Romelle Young, Michael Elizondo) – 4:33
10. „Work It Out” (Knowles, Pharrell Williams, Chad Hugo) – 3:22
11. „Sexuality” – 2:29
12. „Wishing on a Star” (remiks) (Billie Rae Calvin) – 3:53
13. „Keep Giving Your Love to Me” –  3:08
14. „Check on It” (feat. Slim Thug) (B. Knowles, K. Dean, S. Garrett, A. Beyincé, S. Thomas) – 3:32
15. „I'm Leaving” – 3:02

## Informacje o utworach
- „Summertime,” z udziałem Diddy’ego, był dołączany jako b-side do singla „Crazy in Love”. Inna wersja, z Ghostface Killah, stanowi oficjalny remiks. Wykonanie z Diddym, podobnie jak „Fever”, wydane zostały na ścieżce dźwiękowej The Fighting Temptations.
- „My First Time” i nieremiksowa wersja „Wishing on a Star” znajdują się na wydaniu audio Live at Wembley.
- „Wishing on a Star” wydany został na ścieżce dźwiękowej Roll Bounce.
- „Crazy Feelings” znajduje się również na albumie Da Real World Missy Elliott.
- „What's It Gonna Be” wydany został na japońskiej wersji Dangerously in Love.
- „Sexy Lil' Thug” jest remakiem „In da Club” 50 Centa.
- „Check on It” został później wydany jako bonusowy utwór na B'Day.
- Istnieje inna wersja „Sexuality”, z udziałem LL Cool J zatytułowana „Sexual Healing”.